# إدي بينيتيز
إدي بينيتيز (بالإنجليزية: Eddie Benitez)‏ هو عازف قيثارة أمريكي، ولد في 12 نوفمبر 1962، وتوفي في 17 يناير 2019.